# Solco (anatomia)
Un solco (pl. solchi), dal latino "sulco" (pl. sulci) è una depressione o fessura nella superficie di un organo, come ad esempio le ossa. 
Nel cervello si utilizza la denominazione solco per denominare le parti declivi che delimitano le circonvoluzioni. 

## Esempi di solchi

### Altre parti anatomiche
- Solco anteriore interventricolare
- Solco calcaneale
- Solco gengivale
- Solco gluteo
- Solco interlabiale
- Solco intermammario
- Solco lacrimale (sulcus lacrimalis)
- Solco malleolare
- Solco interventricolare posteriore
- Solco preauriculare
- Solco radiale (Cresta muscolospirale)
- Solco sagittale
- Solco sigmoideo
- Solco dell'arteria vertebrale
- Solco subtarsale (nelle palpebre)
- Solco delle tube uditive
- Solco timpanico
- Solco uretrale, nel baculum